# Trävattna socken

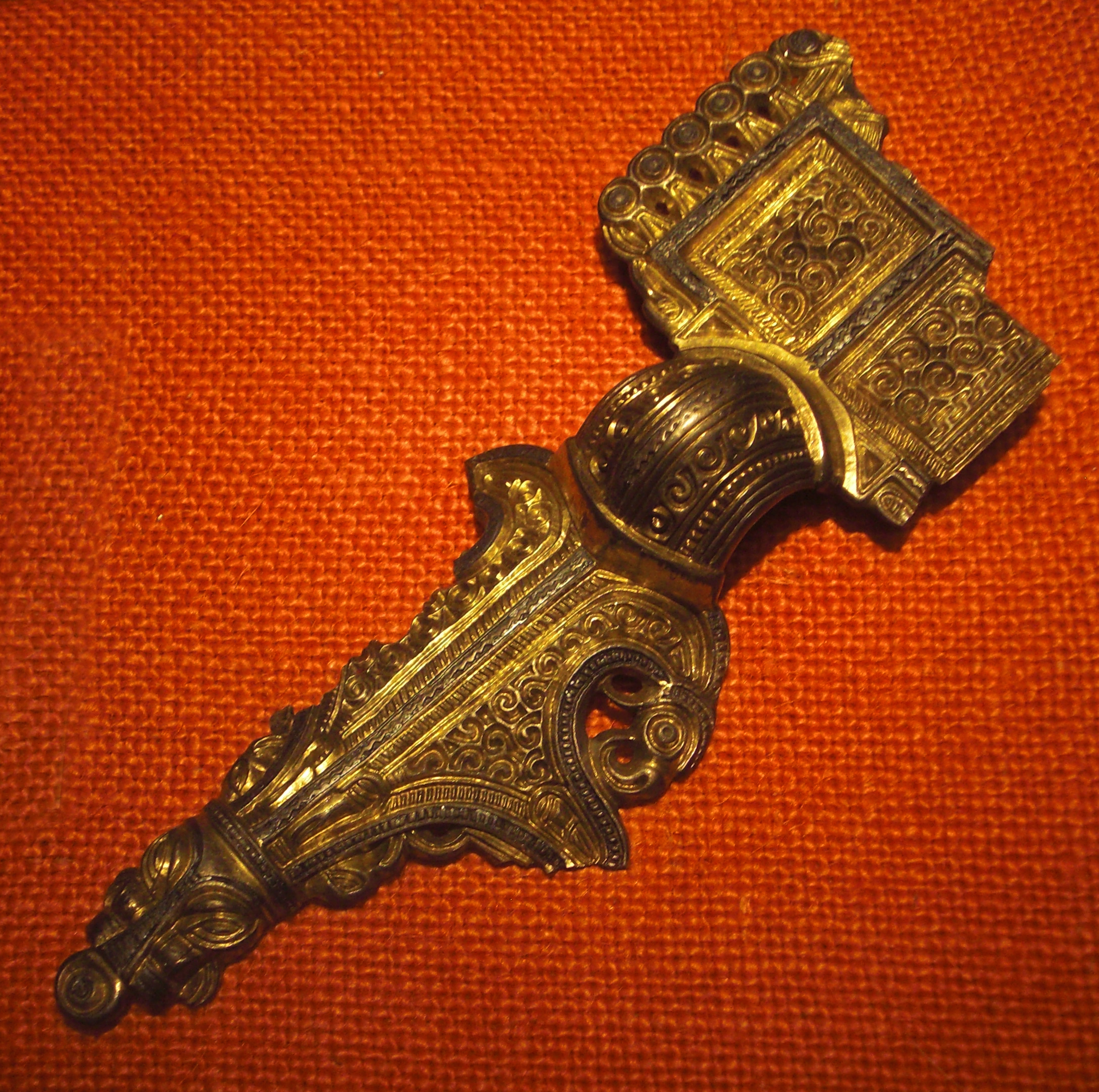
Folkvandringstida reliefspänne funnet på ett bortröjt gravfält i Vadsbo i socknens östra del.

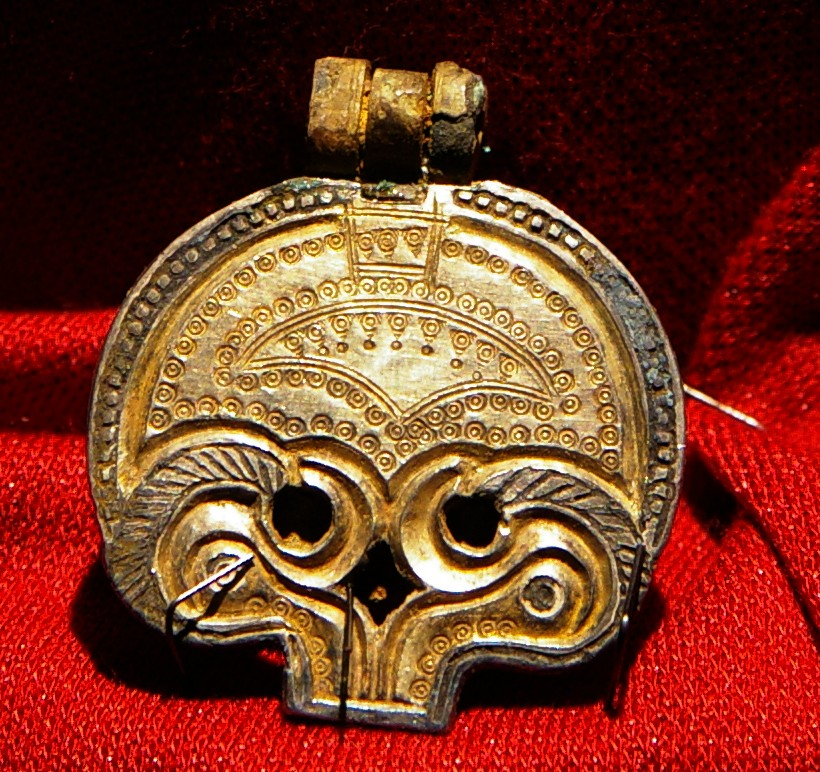
Folkvandringstida peltehänge från offermossen Finnestorp på gränsen mellan Trävattna och Larv.

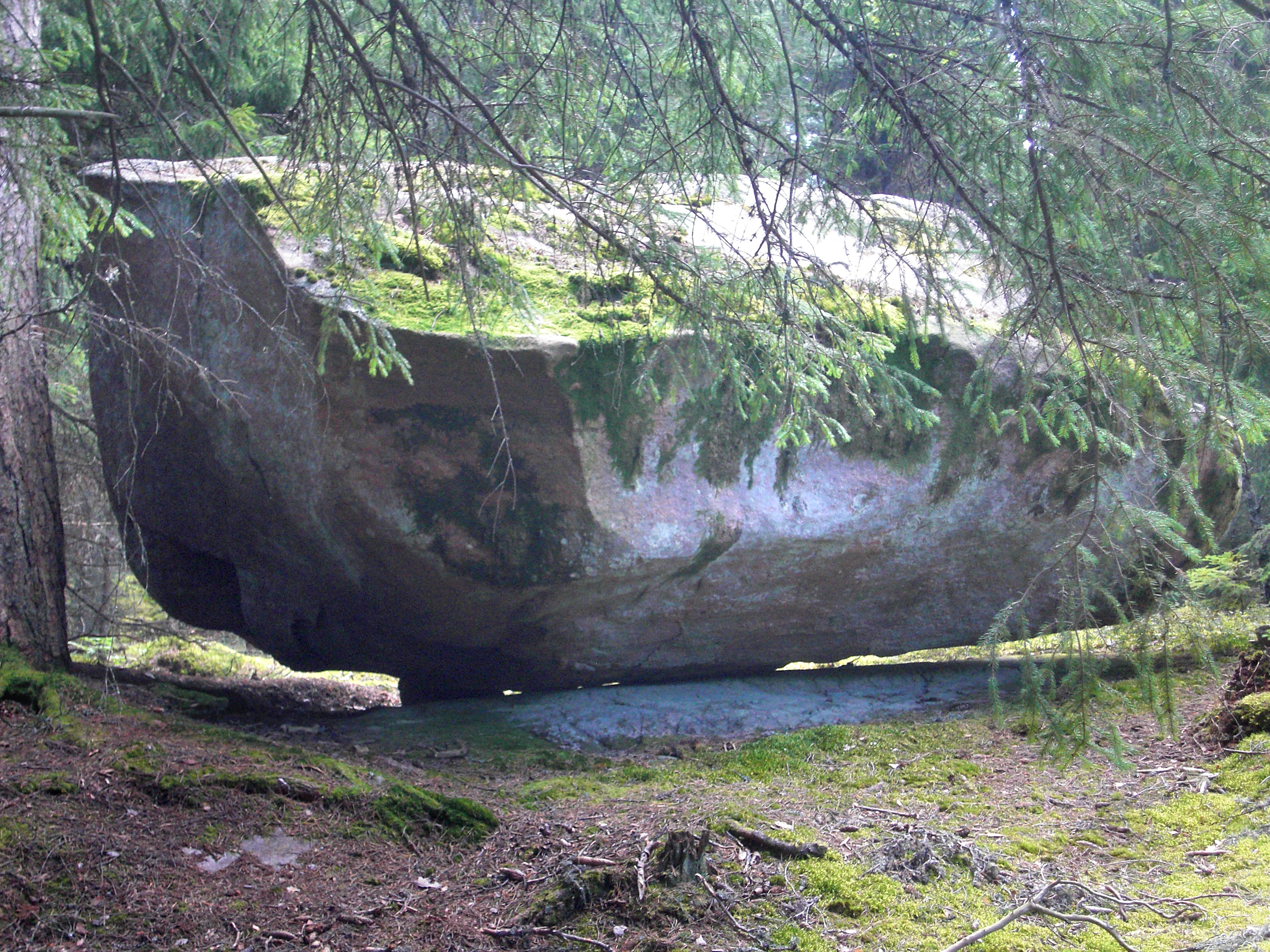
Gungestenen vid Hendenestorp.

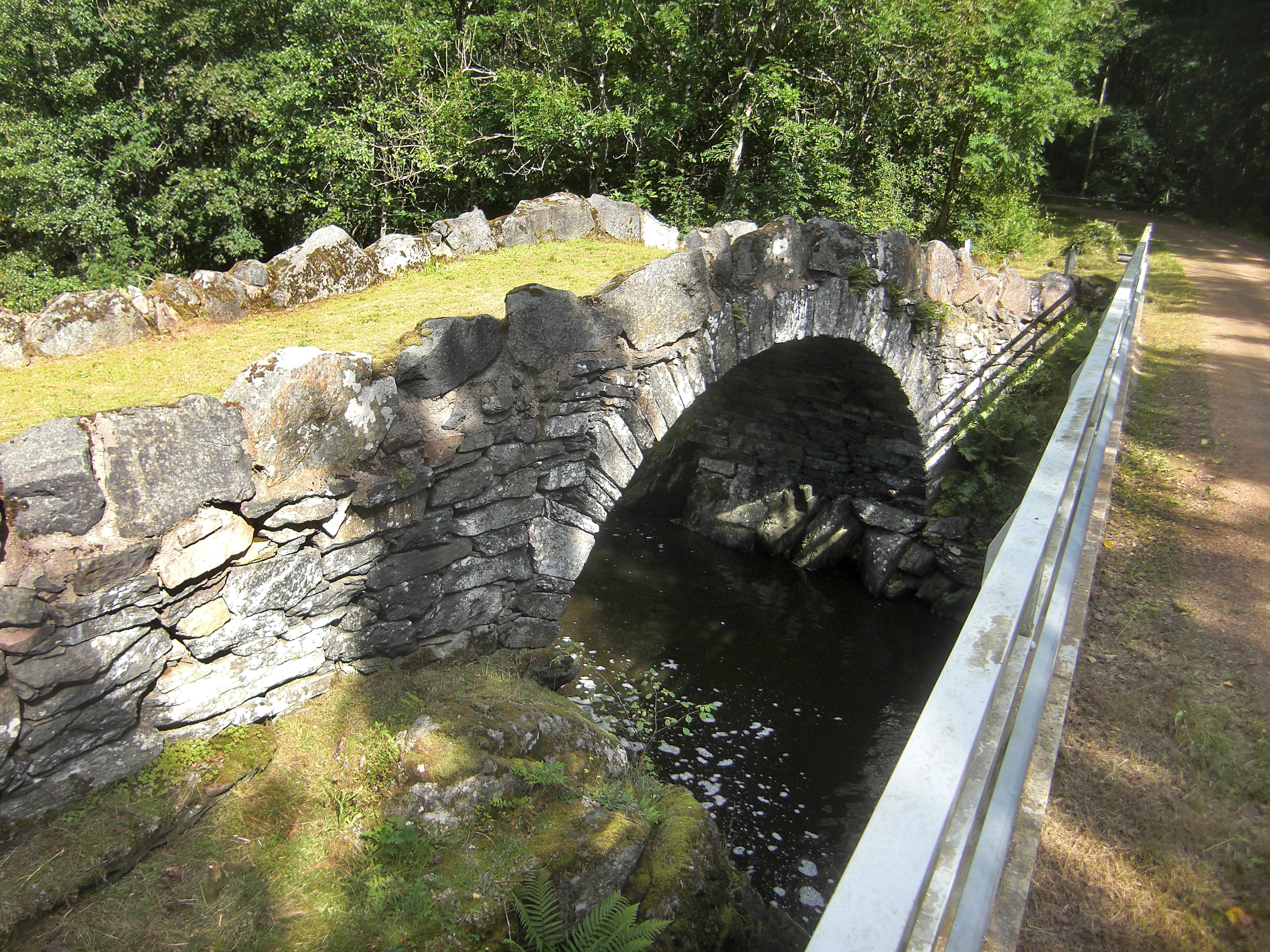
Valvbron över Lidan vid Kvissle.

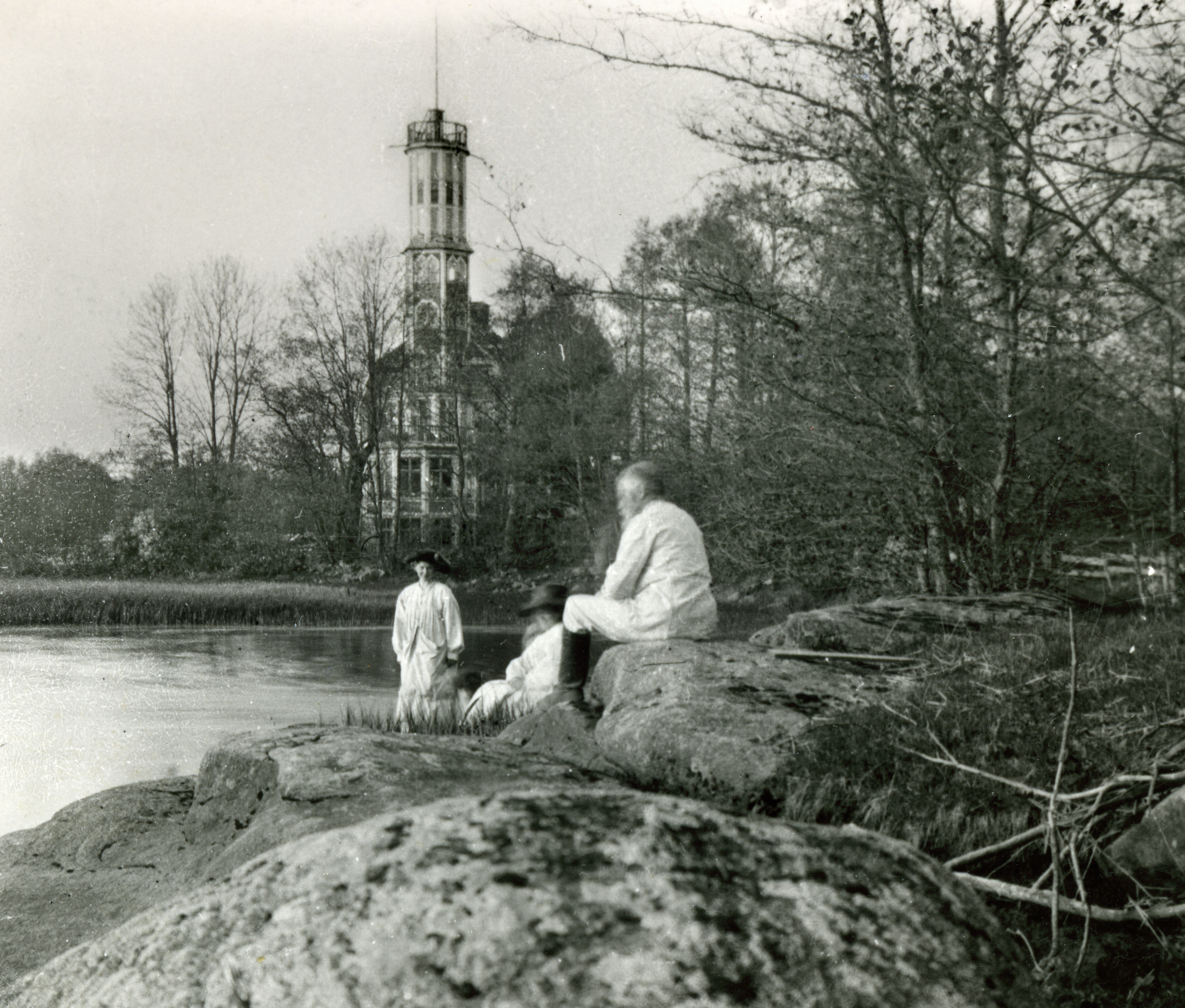
Gullåkra invid Lidan i södra delen av socknen. Kapten Erik Stenholm (mitt i bild) byggde 1907-1909 det fantasifulla huset i bakgrunden, men detta brann tyvärr ner 1935.

Trävattna socken i Västergötland ingick i Vilske härad, ingår sedan 1974 i Falköpings kommun och motsvarar från 2016 Trävattna distrikt.
Socknens areal är 24,50 kvadratkilometer varav 24,04 land. År 2000 fanns här 107 invånare.  Kyrkbyn Trävattna med sockenkyrkan Trävattna kyrka ligger i socknen.

## Administrativ historik
Socknen har medeltida ursprung.
Vid kommunreformen 1862 övergick socknens ansvar för de kyrkliga frågorna till Trävattna församling och för de borgerliga frågorna bildades Trävattna landskommun. Landskommunen uppgick 1952 i Vilske landskommun som 1974 uppgick i Falköpings kommun. Församlingen uppgick 2002 i Hällestad-Trävattna församling som 2006 uppgick i Floby församling.
Den 1 januari 2016 inrättades distriktet Trävattna, med samma omfattning som församlingen hade 1999/2000.
Socknen har tillhört län, fögderier, tingslag och domsagor enligt vad som beskrivs i artikeln Vilske härad. De indelta soldaterna tillhörde Skaraborgs regemente, Vilska kompani och Västgöta regemente, Laske kompani.

## Geografi
Trävattna socken ligger väster om Falköping med Lidan i väster. Socknen är en skogrik slättbygd.
Av socknens areal var 1882 494,7 hektar (20 %) åker och 1257,7 hektar (51 %) skogbeväxt mark.

### Salaholm
I socknen ligger egendomen Salaholm, vilken är känd sedan 1431 under namnet Salathorpe (i dativ). På 1500-talet ägdes gården av släkten Soop, bland andra Erik Åkesson Soop. 1619 övergick gården till släkten Gyllengrip. På 1600-talet ändrades namnet till Salaholm i stil med många andra herrgårdsnamn. På 1700-talet övergick gården först i släkten Creutz och sedan i släkten Focks ägo. Under åren 1866-1904 ägdes Salaholm av Henrik Lehman, som moderniserade jordbruket på gården. 1971 köptes gården av Nils Fredrik Beerståhl, som sedan ägde den i runt 25 år.

### Borrabo och Borrabosjön
Gården Borrabo ligger i sockens norra del och är känd sedan 1421 då det dock hette Saxatorp. Söder om gården finns Borrabosjön, som förr var nära en kilometer lång. Sjön sänktes dock i början av 1800-talet. I sjön finns ruda och gädda och på de omgivande mossarna växer hjortron och rosling.

### Katebro
Gården Katebro i socknens västra del är känd sedan tidigt 1400-tal. Gårdsnamnet innehåller kvinnonamnet Kata och betyder "Katas bro".

### Kvissle
Kvissle kvarn är känd sedan 1402 då namnet stavades Quislo quärn. Kvarnen låg invid ån Lidan i sockens södra del. Nära kvarnen finns en vacker valvbro över Lidan. Den åt norr rinnande forsen under bron ska ha varit ett tillhåll för näcken. Strax nedströms finns Kvissle kraftstation med tillhörande kraftverksdamm. Även den fors som fanns där före kraftverksbygget ska ha varit tillhåll för näcken.

## Fornlämningar
I socknen är arton forntida gravar kända. Äldst är en nu förstörd hällkista från slutet av bondestenåldern vid landsvägen vid Hendenestorp längst i väster. Resterande fornlämningar är från järnåldern. Ett gravfält, som ligger 200 m norr om där Salaholmsbäcken rinner ut i Lidan, innehåller fyra treuddar. Ett gravfält, som låg ytterst i socknens östra spets i Vadsbo, bestod av fyra gravrösen. När dessa togs bort fann man ett förgyllt reliefspänne från folkvandringstid, vilket nu kan beses i forntidsutställningen på Falbygdens museum. I övrigt finns i socknen sex runda stensättningar, två domarringar och två resta stenar.

På gränsen till grannsocknen Larvs socken finns Finnestorps offermosse, vilken består av folkvandringstida vapenoffer lagda i sankmarken kring Katebrobäckens utflöde i Lidan.

## Namnet
Namnet skrevs 1319 in Thræuatnhum och 1402 Træwathna. Namnet kommer från kyrkbyn och betyder 'de tre vattnen'. Vilka vatten som avses är oklart, det är möjligt att Lidan och dess två tillflöden, Katebrobäcken och Salaholmsbäcken, avses.

## Befolkningsutveckling
Trävattna socken och församling motsvarade fram till 2002 samma område och nuvarande distrikt bygger på samma gränser. Det går därför att följa befolkningsutvecklingen över tid för området i och med församlingens tidigare statistik och distriktets tillkomst. Det finns dock ingen befolkningsstatistik mellan 2002 och 2014 då församlingen uppgick i Hällestad-Trävattna församling år 2002 och distrikten infördes först 2016.
| Befolkningsutvecklingen i Trävattna socken 1810–2015 | Befolkningsutvecklingen i Trävattna socken 1810–2015 | Befolkningsutvecklingen i Trävattna socken 1810–2015 | Befolkningsutvecklingen i Trävattna socken 1810–2015 | Befolkningsutvecklingen i Trävattna socken 1810–2015 |
| ---------------------------------------------------- | ---------------------------------------------------- | ---------------------------------------------------- | ---------------------------------------------------- | ---------------------------------------------------- |
|                                                      |                                                      |                                                      |                                                      |                                                      |
| År                                                   |                                                      |                                                      | Folkmängd                                            |                                                      |
| 1810                                                 | 1810                                                 |                                                      | 444                                                  |                                                      |
| 1820                                                 | 1820                                                 |                                                      | 386                                                  |                                                      |
| 1830                                                 | 1830                                                 |                                                      | 393                                                  |                                                      |
| 1840                                                 | 1840                                                 |                                                      | 432                                                  |                                                      |
| 1850                                                 | 1850                                                 |                                                      | 472                                                  |                                                      |
| 1860                                                 | 1860                                                 |                                                      | 491                                                  |                                                      |
| 1870                                                 | 1870                                                 |                                                      | 491                                                  |                                                      |
| 1880                                                 | 1880                                                 |                                                      | 550                                                  |                                                      |
| 1890                                                 | 1890                                                 |                                                      | 501                                                  |                                                      |
| 1900                                                 | 1900                                                 |                                                      | 499                                                  |                                                      |
| 1910                                                 | 1910                                                 |                                                      | 446                                                  |                                                      |
| 1920                                                 | 1920                                                 |                                                      | 399                                                  |                                                      |
| 1930                                                 | 1930                                                 |                                                      | 332                                                  |                                                      |
| 1940                                                 | 1940                                                 |                                                      | 313                                                  |                                                      |
| 1950                                                 | 1950                                                 |                                                      | 247                                                  |                                                      |
| 1960                                                 | 1960                                                 |                                                      | 207                                                  |                                                      |
| 1970                                                 | 1970                                                 |                                                      | 148                                                  |                                                      |
| 1980                                                 | 1980                                                 |                                                      | 125                                                  |                                                      |
| 1990                                                 | 1990                                                 |                                                      | 124                                                  |                                                      |
| 2000                                                 | 2000                                                 |                                                      | 107                                                  |                                                      |
| 2015                                                 | 2015                                                 |                                                      | 106                                                  |                                                      |
|                                                      |                                                      |                                                      |                                                      |                                                      |